# Аокі (Наґано)
Ао́кі (яп. 青木村, あおきむら, МФА: [a.okʲi muɾa]) — село в Японії, в повіті Тіїсаґата префектури Наґано. Станом на 1 квітня 2009 площа села становила 57,09 км². Станом на 1 липня 2011 населення села становило 4585 осіб.

## Географія
Аокі розташоване у центрі префектури Нагано, в басейні, оточеному горами з трьох сторін. Село знаходиться на середній висоті від 500 до 850 метрів, приблизно 80% території села покрито горами та лісами. Близько 10% території села займається сільським господарством, основними видами сільського господарства є рис, гриби та садівництво.

## Демографія
За даними японського перепису населення , кількість населення Аокі зменшувалась протягом останніх 50 років

## Клімат
У селі клімат характеризується спекотним і вологим літом і холодною зимою (кліматична класифікація Кеппена Cfa). Середньорічна температура в Аокі 10,8 ° C. Середньорічна кількість опадів становить 1103 мм, з вереснем як найвологішим місяцем. Температури найвищі в середньому в серпні, близько 24,1 ° C, а найнижчі в січні, близько -1,8 ° C. 

## Історія
Район нинішнього Аокі входив до давньої провінції Сінано. Ця область була частиною володінь князівства Уеда протягом періоду Едо. Сучасне село Аокі було створене 1 квітня 1889 року шляхом встановлення муніципальної системи. Пропозиція про об’єднання з сусіднім містом Уеда була відхилена виборцями у 2002 році.

## Освіта
У Аокі є одна державна початкова школа і одна державна середня школа. У селі немає старшої школи.

## Визначні пам'ятки
- Дайхō-дзі, буддистський храм із триповерховою пагодою, який є Національним скарбом Японії
- Онсен Тадзава

## Помітні люди
- Кейта Ґото - промисловець.

## Галерея

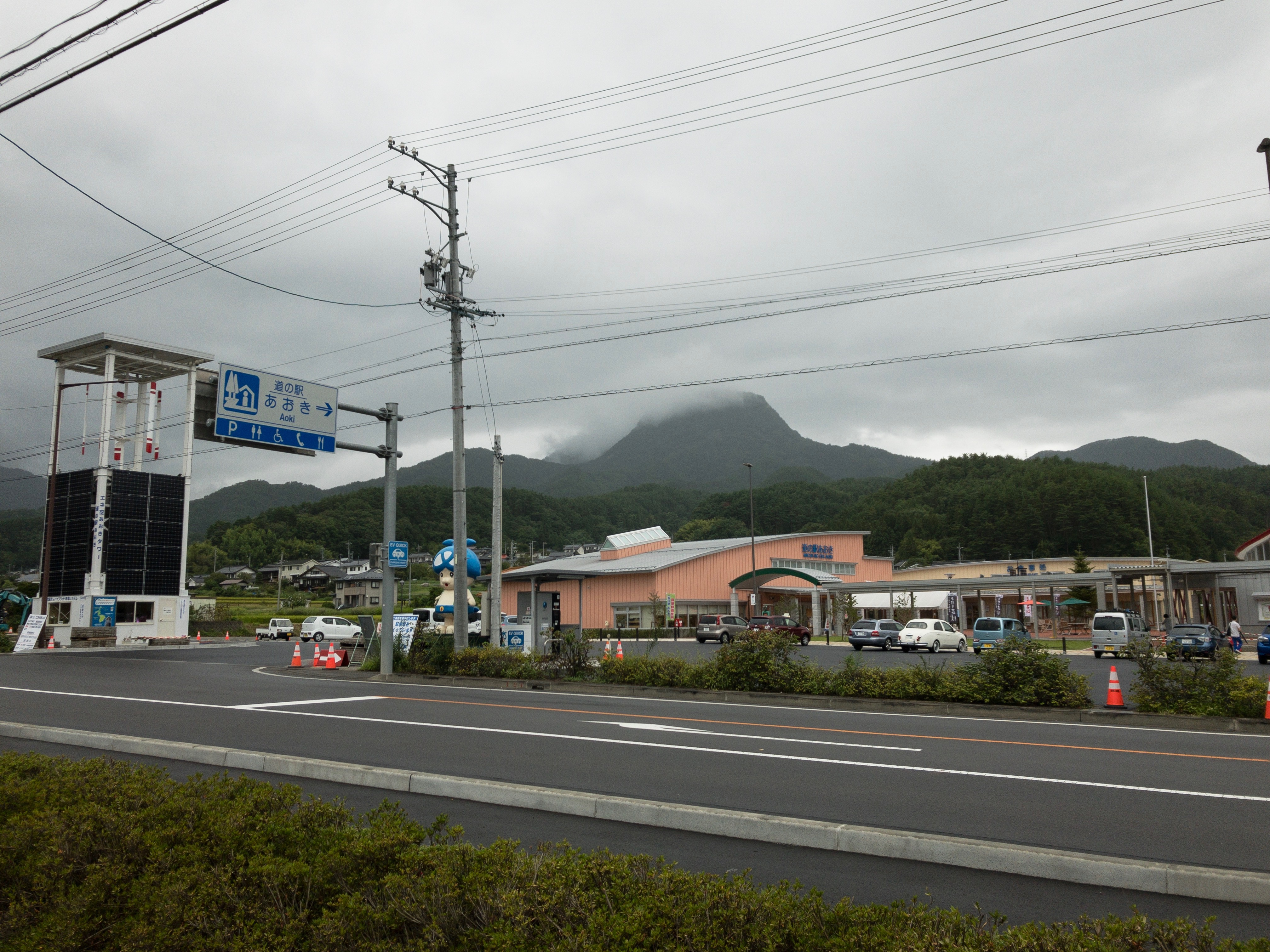
Дорога до станції Аокі
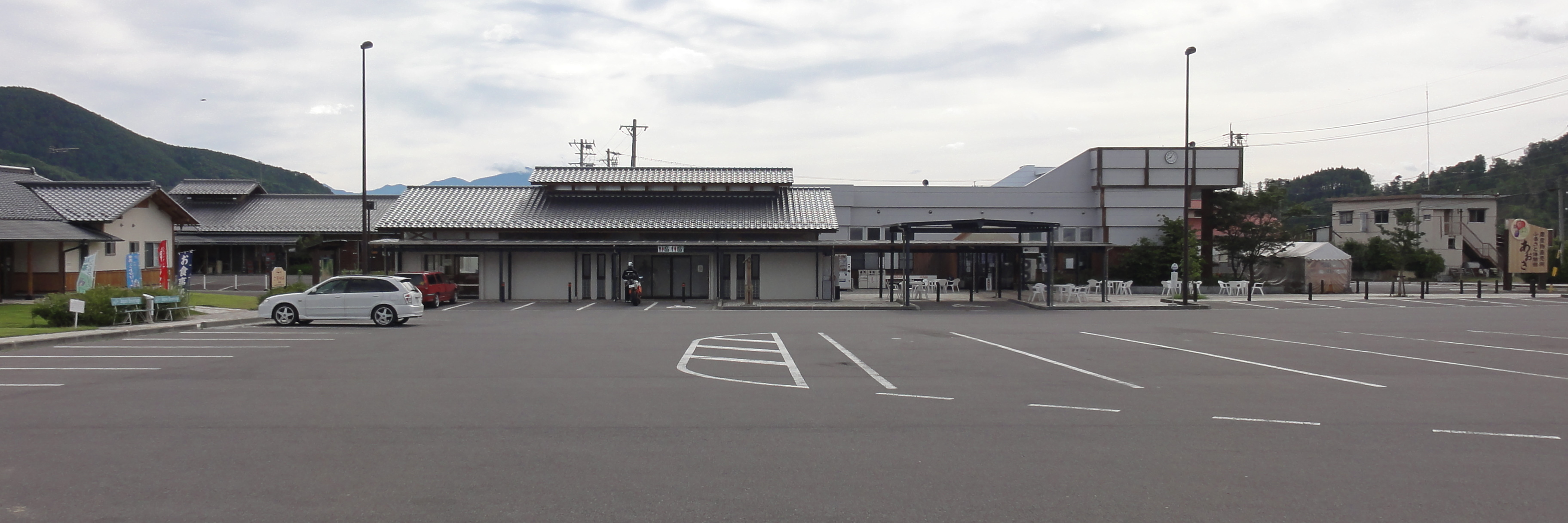
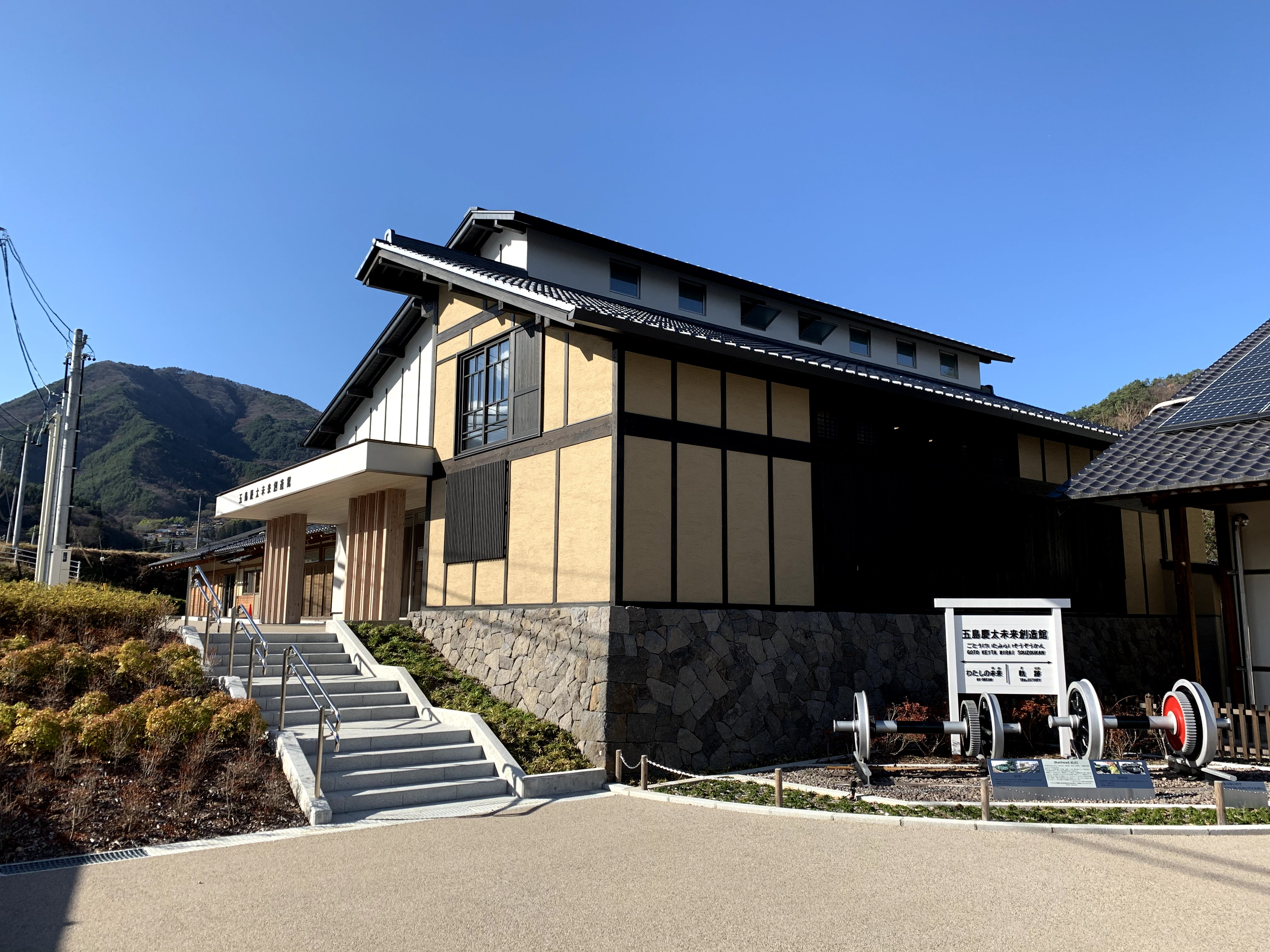
Музей побудований на честь Кейта Ґото
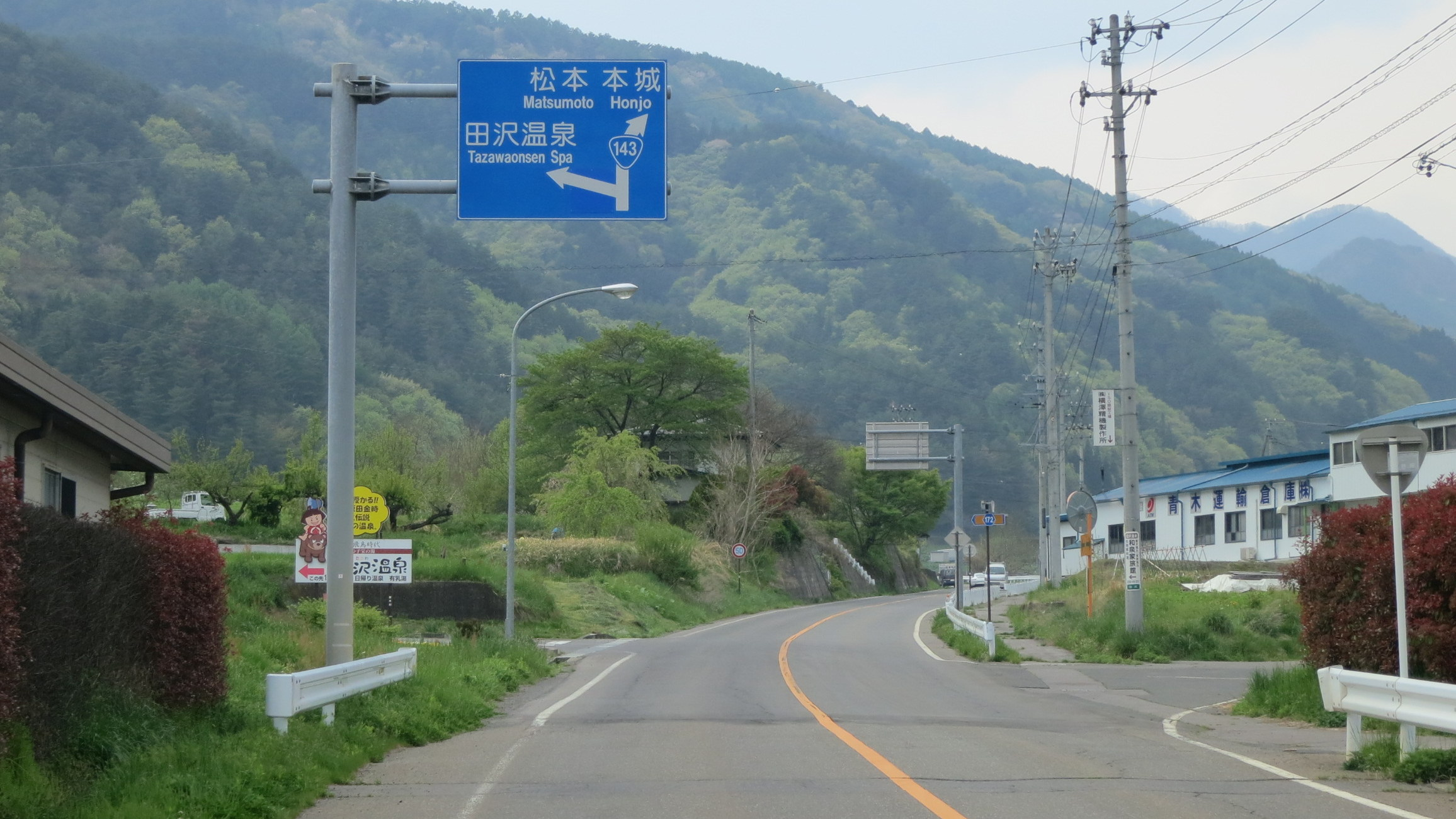
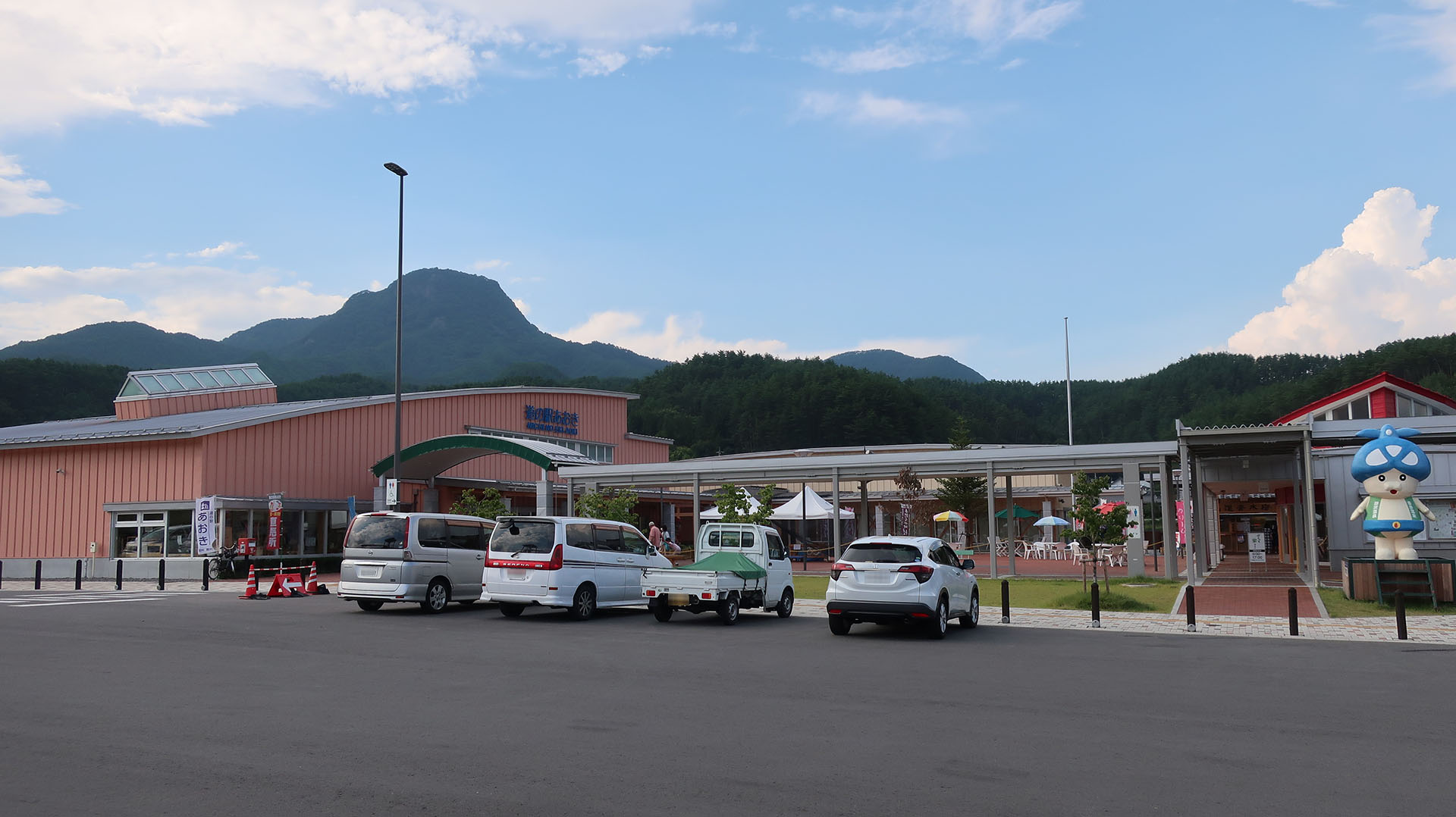
Залізнична станція Аокі